# Confiturier (meuble)
 (avril 2020).
Si vous disposez d'ouvrages ou d'articles de référence ou si vous connaissez des sites web de qualité traitant du thème abordé ici, merci de compléter l'article en donnant les références utiles à sa vérifiabilité et en les liant à la section « Notes et références ».
 (mai 2020).
Pour les articles homonymes, voir Confiturier.
Un confiturier est un petit meuble bas servant à stocker les pots de confiture ou de marmelade.

## Description
C'est un meuble de fabrication artisanale, utilisant des bois locaux (chêne, noyer, épicéa, etc.) et d’une facture plus ou moins riche en fonction du propriétaire.
De dimensions modestes (L60xP40xH85) il avait sa place dans la pièce la plus tempérée de l’habitation (le cellier dans certaines régions). De nos jours, c’est un meuble de rangement qui a sa place dans n’importe quelle pièce de la maison.

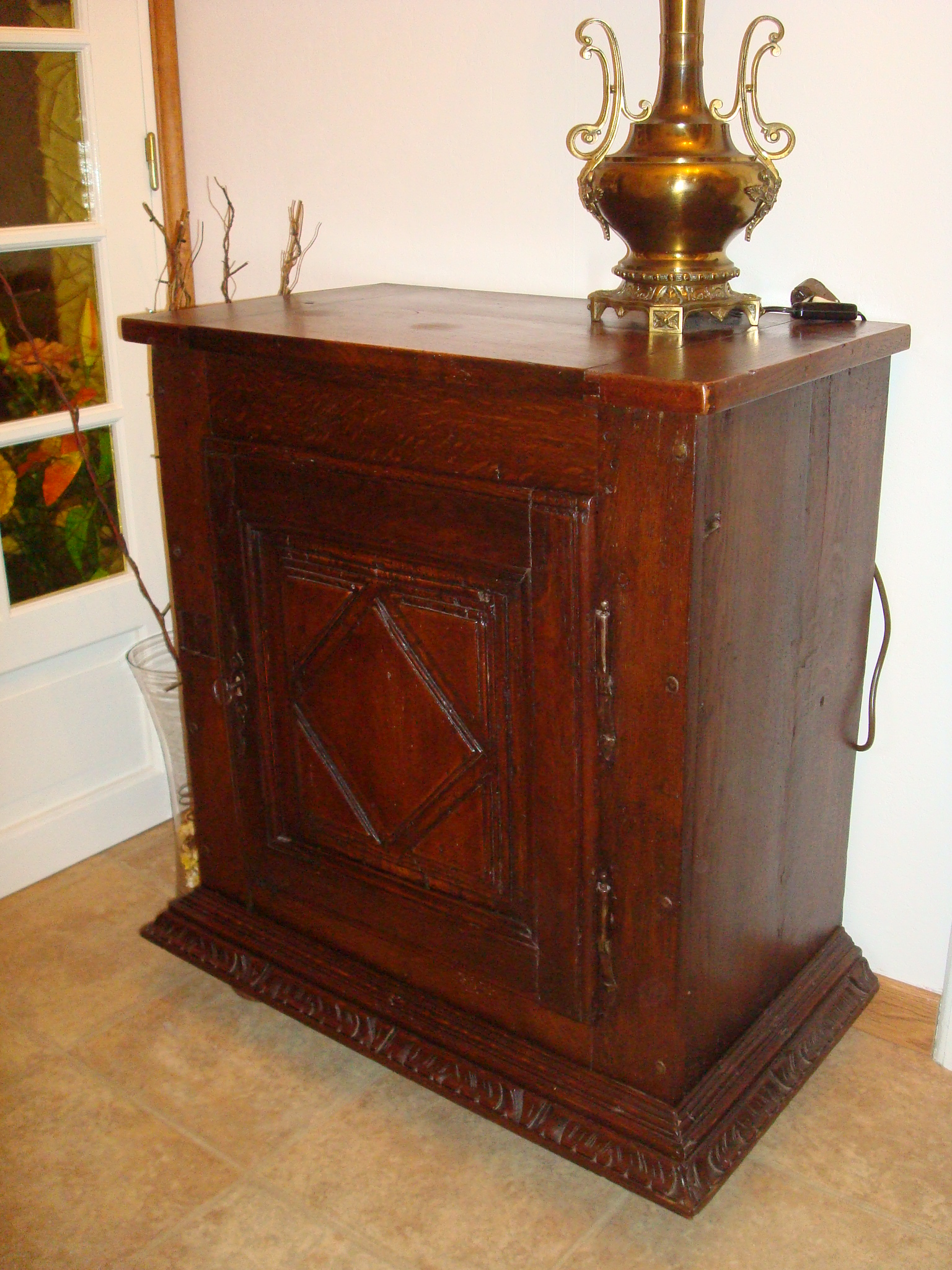
Meuble confiturier.
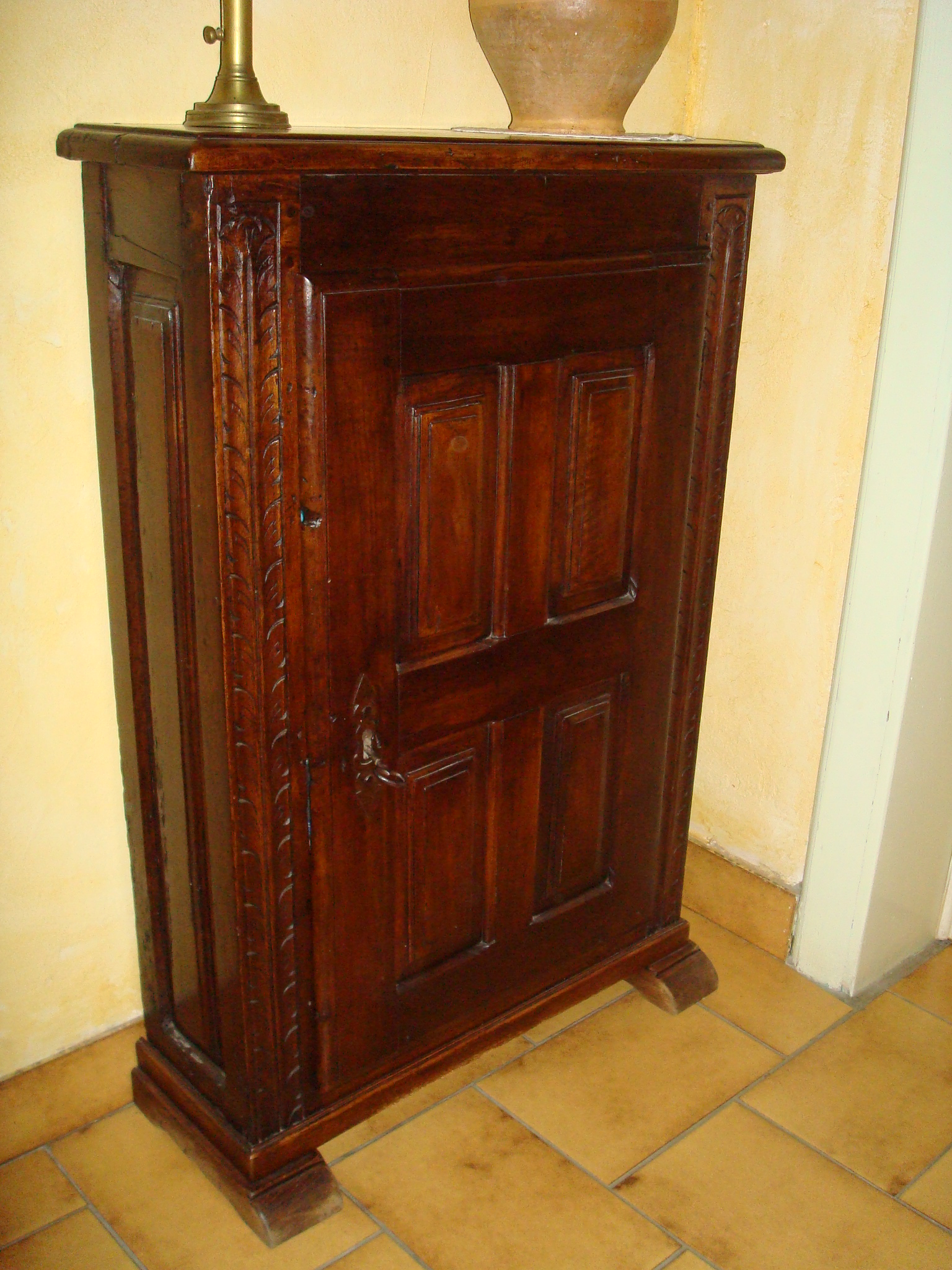
Meuble confiturier étroit.